# Fun in Space
Fun in Space fue el primer disco de Roger Taylor, baterista de Queen, lanzado al mercado en Reino Unido el 6 de abril de 1981, llegando al puesto n.º 18 y manteniéndose en las listas durante cinco semanas. El álbum fue producido por Roger Taylor, el ingeniero de sonido David Richards y la portada diseñada por Hipgnosis.

## Lista de canciones
1. No Violins (Taylor) - 4:34
2. Laugh Or Cry (Taylor) - 3:07
3. Future Management (Taylor) - 3:00
4. Let's Get Crazy (Taylor) - 3:42
5. My Country (Taylor) - 6:50
6. Good Times Are Now (Taylor) - 3:30
7. Magic Is Loose (Taylor) - 3:27
8. Interlude In Constantinople (Taylor) - 2:05
9. Airheads (Taylor) - 3:40
10. Fun In Space (Taylor) - 6:23

## Músicos
- Roger Taylor: voz, batería, guitarras y bajo
- David Richards: sintetizadores y piano

- Datos: Q593665